# High School Musical 3. – Végzősök
A High School Musical 3. – Végzősök (eredeti cím: High School Musical 3: Senior Year) 2008-ban bemutatott amerikai zenés film, a High School Musical-széria harmadik része. Kenny Ortega nem csak rendezőként, hanem koreográfusként is közreműködött a film készítésében. 
Számos országban, köztük Észak-Amerikában és Magyarországon is egyszerre került sor a bemutatóra, a 2008. október 23-i hosszú hétvégén.

## Cselekmény
Immáron elérkezett az utolsó év: itt az érettségi, a szalagavató, na és persze a ballagás; eme utóbbitól mindenki fél, hiszen a fiatalok útjai szétválnak s ilyenkor sajnos a szerelemnek is mennie kell: ez alól természetesen nem képeznek kivételt a Vadmacskák sem. A barátok az állam különböző részeire adják be jelentkezéseiket.
A film egy kosármeccsel indul, mely az állami bajnokság döntője is egyben: a West High Knights mérkőzik meg az East High Wildcats csapatával. A párviadalt kisebb ösztönzés hatására ugyan, de az East High nyeri 66:65 arányban. Ezt követően Troy udvarán egy hatalmas bulit szerveznek, ahová szinte az egész iskola hivatalos. Troy és Gabriella már előre félnek a jövőtől: félrehúzódnak Troy faházába.
Az iskolában hamarosan megrendezésre kerül a tavaszi musical, ahová Kelsi az egész osztályát beírta. Ennek természetesen senki sem örül, de aztán végül mindegyikőjük elfogadja. Az előkészületek nem mennek simán: Troynak és Gabriellanek egy közös duettet kéne énekelnie, de Gabriella jelentkezését elfogadja a Stamford egyetem, így Kaliforniába kell utaznia előkészítőkre, határozatlan időre. Gabriellát Sharpey helyettesíti és ez teljesen felborítja a készülődés menetét: mindenki csetlik-botlik. Troy nem hajlandó beletörődni abba, hogy nem látja többé Gabriellát, ezért elindul érte a saját autójával; így aztán sikerül neki hazaráncigálnia a lányt mind az előadásra, mind a szalagavatóra, mind pedig a ballagásra. Az előadás a vártakkal ellentétben sokkal jobban sikerül, annak ellenére, hogy tele van bakikkal: Troy helyettese későn érkezik a színpadra, egy londoni cserediák ugrik be Sharpey helyett. Troy és Gabriella csak a műsor végére érnek vissza, ezért akkor éneklik el a duettet, melyet a szalagavató követ. Itt (Troy kivételével) már mindenkinek határozott elképzelése van a továbbtanulásról. Végül Troy úgy dönt, hogy Gabriellához közel, egy állami egyetemre megy, így "csak 32 mérföldre leszek". Eme kijelentést követően a futballpályán (ahol rendezik a ballagást és a bizonyítvány-átadást), egy hatalmas party veszi kezdetét, hiszen mindenki örül annak, hogy vége az iskolának.

## Szereplők
| Szereplő         | Színész              | Magyar hang        |
| ---------------- | -------------------- | ------------------ |
| Troy Bolton      | Zac Efron            | Markovics Tamás    |
| Gabriella Montez | Vanessa Hudgens      | Bogdányi Titanilla |
| Sharpay Evans    | Ashley Tisdale       | Mezei Kitty        |
| Ryan Evans       | Lucas Grabeel        | Borbíró András     |
| Chad Danforth    | Corbin Bleu          | Czető Roland       |
| Taylor McKessi   | Monique Coleman      | Böhm Anita         |
| Kelsi Nielsen    | Olesya Rulin         | Csondor Kata       |
| Zeke Baylor      | Chris Warren Jr.     | Gacsal Ádám        |
| Martha Cox       | Kaycee Stroh         | Kokas Piroska      |
| Ms. Darbus       | Alyson Reed          | Szórádi Erika      |
| Jack Bolton      | Bart Johnson         | Varga Gábor        |
| Mrs. Bolton      | Leslie Wing          | Keönch Anna        |
| Jason Cross      | Ryne Sanborn         | Baráth István      |
| Jimmie Zara      | Matt Prokop          | Molnár Levente     |
| Donny Dion       | Justin Martin        | Kardos Bence       |
| Tiara Gold       | Jemma McKenzie-Brown | Györfi Anna        |

## A film betétdalai
| Cím                               | Előadják                                 | Helyszín                            |
| --------------------------------- | ---------------------------------------- | ----------------------------------- |
| Now or Never                      | Vadmacskák és Gabriella                  | Tornateremben a meccs közben        |
| Right Here, Right Now             | Troy és Gabriella                        | Troy faházában, a meccs utáni bulin |
| I Want It All                     | Sharpay és Ryan                          | East High ebédlő                    |
| Can I Have This Dance             | Troy és Gabriella                        | East High tetőjén                   |
| Night to Remember                 | mindenki                                 | a színházban ruhapróbán             |
| The Boys Are Back                 | Troy és Chad                             | a roncstelepen                      |
| Walk Alway                        | Gabriella                                | Gabriella otthona                   |
| Scream                            | Troy                                     | East High gimiben                   |
| Senior Year Spring Musical Medley | Mindenki                                 | Szalagavató bál                     |
| Just Wanna Be With You            | Troy és Gabriella                        | Szalagavató bál                     |
| We’re All In This Together        | Mindenki                                 | Szalagavató bálon                   |
| High School Musical               | Mindenki                                 | Focipálya: Diplomaosztás            |
| Just Getting Started              | HSM : Get In The Picture győztes csapata | Stáblista                           |

- A Now Or Never című szám július 11-én volt először hallható a Radio Disneyn, július 30-án pedig megjelent a videóklip.[3]
- Az I Want It All című dalt augusztus 15-én adta először a Radio Disney.